# 인유두종 바이러스
유두종바이러스(乳頭腫-) 또는 파필로마바이러스(papillomavirus)는 직경이 52~55nm인 DNA 바이러스이다. DNA 기반의 바이러스로 사람을 비롯한 여러 동물의 피부나 피하에 감염된다. 130여종의 인유두종 바이러스(human papillomavirus, HPV)가 발견되었다.
인유두종 바이러스(HPV)는 피부의 케라틴 세포나 점막을 통하여 감염된다.지금까지 100여개 이상의 인유두종 바이러스(HPV)가 발견되었다. 알려진 인유두종 바이러스 중 대부분은 사람들에게 어떠한 징후를 나타내지 않지만, 일부의 인유두종 바이러스(HPV)의 경우, 사람에게 유두종(papilloma)을 발생시킬 수 있다. 또한 소수의 인유두종 바이러스의 경우, 자궁경부암, 고환암과 같은 암을 발생시킨다. 인유두종 바이러스 16(HPV 16)과 인유두종 바이러스 18(HPV 18)의 경우, 전 세계 자궁경부암 환자의 70%에서 발견되고 있다. 이와 같은 인유두종 바이러스는 고위험군으로 분류된다.
일부 HPV에서는 사마귀가 발생하며, 일부는 암으로 발생가능한 변화(전암병변, -病變, precancerous lesions)을 일으킨다. 피부 접촉으로 주로 옮으며 매개물(formites)로 옮기도 한다.
30에서 40종의 HPV는 성적 접촉을 통해 이뤄지며 항문과 외성기(anogenital)를 감염시킨다. 성적으로 옮겨지는 HPV는 성기에 사마귀를 남길 수도 있으나 성기를 감염시키는 많은 HPV가 아무런 감염 징후를 남기지 않을 수도 있다.
성적 접촉을 통해 전달되는 HPV 중에 치유되지 않는 감염을 유발하는 위험한 것들은, 사마귀를 발생시키는 것들과는 다르며, 암으로 발생가능한 변화를 일으키고 암으로 발전할 수도 있다. 자궁경부암의 대부분은 HPV의 감염을 통해 이루어지며 발전해서 생긴다.
자궁경부 세포진검사(Pap smear)가 세포의 이상을 검사하는 기구이다. 암으로 발전하기 전에 수술을 통해 암으로 발생 가능한 변화부위를 제거할 수 있다. 개발도상국에서 팝 스메어를 이용한 테스트는 자궁경부암의 발생 가능성과 치명성을 줄여왔지만 세계적으로 매년 수천명의 여성이 이 질병 때문에 죽어가고 있다. 최근에 승인된 HPV 백신 가다실(Gardasil)은 가장 대표적인 4가지 종류의 HPV가 감염되는 것을 방지하며 HPV로 인한 암을 예방할 수 있다.

## 구조
인유두종 바이러스(HPV)의 DNA는 8000개의 염기쌍을 포함하고 있고 지질막이 아니라 오량체의 캡시드 단백질에 둘러싸여 존재한다. 캡시드 단백질은 2개의 구조 단백질인 L1과 L2로 이루어졌고 이 단백질은 바이러스 복제 사이클의 후기에서 발현된다. 모든 인유두종 바이러스(HPV)의 게놈에서는 8개의 ORF가 존재하고 각 ORF는 3가지의 기능적 부위로 구분된다. 바이러스의 복제에 필요한 유전자인 E1-E7 , 비리온(virion)을 구성하는 구조 단백질을 발현하는 유전자 L1-L2, 마지막으로 바이러스의 복제와 전사를 조절하는 LCR로 구성된다.

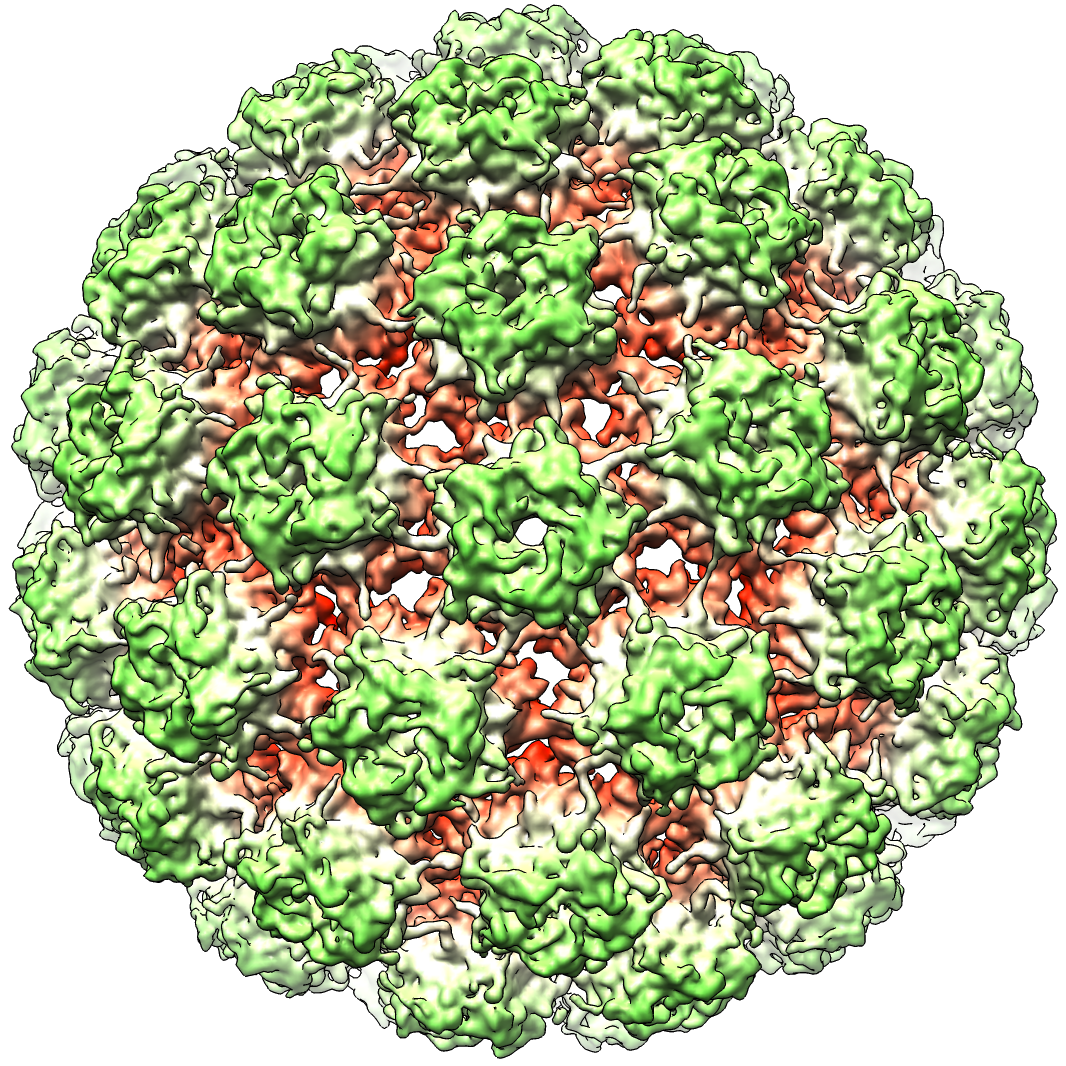
소의 유두종바이러스의 구조

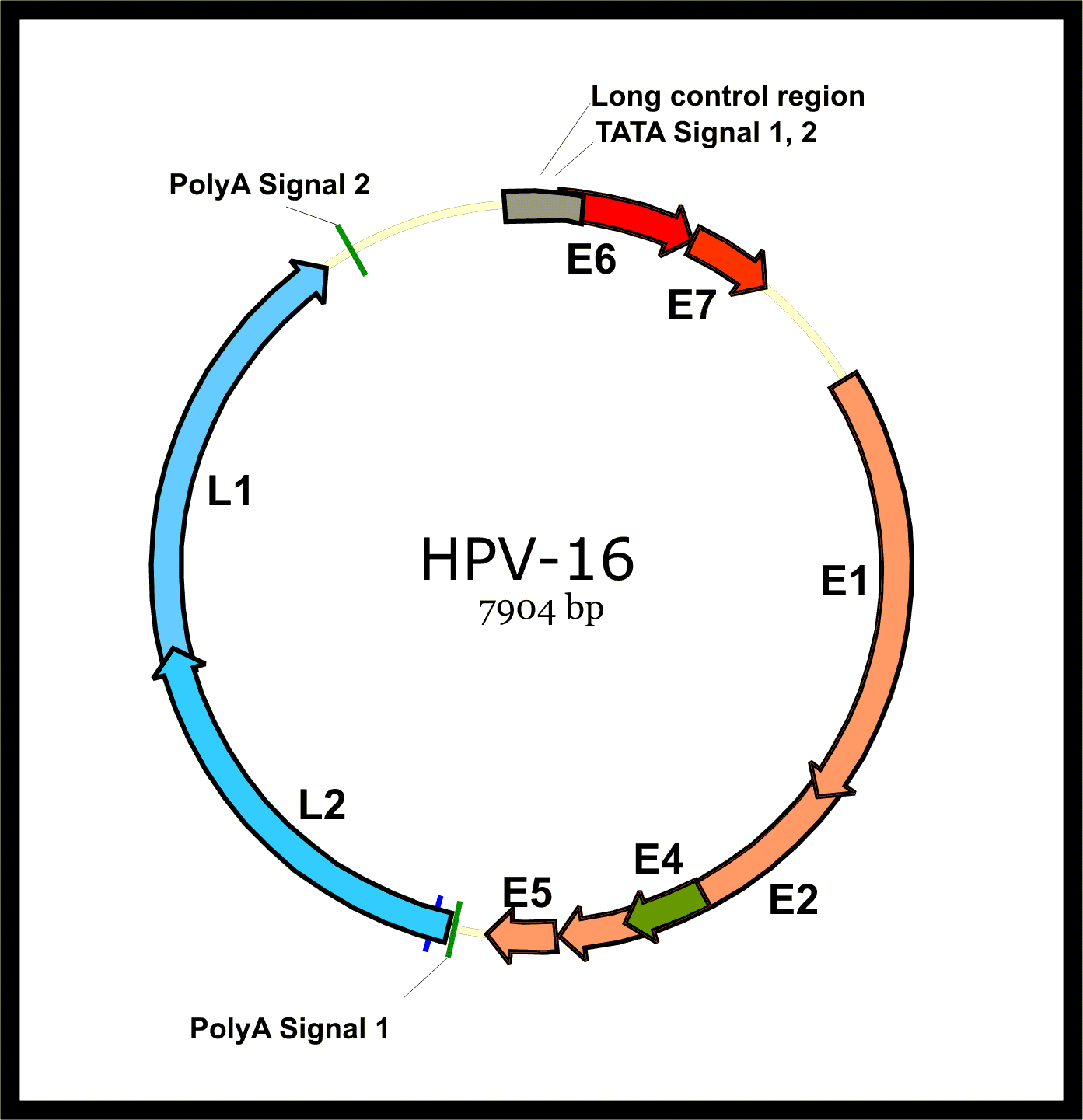
인유두종 바이러스 16(HPV 16)의 게놈구조

## 인유두종 바이러스(HPV) DNA의 일부 유전자의 역할
- E6 : p53에 결합하여 p53의 유비퀴틴화를 촉진시킴으로써 암종양 억제 유전자로서의 p53의 기능을 저해시킨다. 또한 세포자살 단백질(pro-apoptotic protein)인 BAK의 분해를 유도한다. 텔로머레이스(telomerase)의 활성화를 통하여 숙주세포의 세포주기를 활성화시킨다.

- E7 : RB(retinoblastoma)와 상호작용하여 RB를 분해한다. 이를 통하여 RB에 의해 저해되고 있던 전사촉진 인자인 E2F를 방출시킨다. 게다가, 세포주기 S기에 작용하는 사이클린 E(cycilin E)와 사이클린 A(cycilin A)를 활성화시켜 숙주세포의 세포주기를 활성화시킨다.

이 두 유전자의 활성을 통하여 인유두종 바이러스가 감염되었을 때, 자궁경부암으로 야기될 수 있다. 하지만 HPV에서 그 이외의 E1, E2, E4같은 유전자들은 암을 발생되는 과정에서 어떠한 역할을 하는지는 아직 밝혀지지 않았다.
- L1 : 자기들 스스로 조립되어 오량체의 캡소머를 형성한다. 이 캡소머들은 인접한 L1 분자들과의 이황화결합을 통하여 캡시드를 형성하여 인간유두종 바이러스 DNA를 패키지한다.

- L2 : L1보다는 그 양이 적게 존재하며, 바이러스 게놈이 패키징 되는 것을 촉진시킨다. 뿐만 아니라, 인유두종 바이러스가 새로운 숙주세포에 침투할 때, 중요한 기능을 한다.

L1과 L2는 in vitro에서 인유두종 바이러스에 대한 항체를 만들기 위한 백신으로 사용된다.

## 감염 과정
L1과 세포막에 존재하는 당(sugar)과의 상호작용을 통하여 인유두종 바이러스가 세포막에 결합한다. 이후 세포막의 알파6-베타4 인테그린(α6-β4 integrin)같은 수용체과의 상호작용을 통하여 엔도좀(endosome)의 형태로 세포 내부에 도입된다. 캡시드 단백질인 L2는 엔도좀의 형태로 들어오는 것을 방해하여 바이러스 게놈이 L2를 따라 숙주세포의 핵으로 들어간다.
세포핵으로 도입된 후 E1과 E2는 원형의 에피좀 형태로 바이러스 DNA를 복제한다. E6과 E7은 p53과 RB를 억제함으로써 숙주 세포의 성장을 촉진시킨다.
바이러스 DNA의 복제가 활발히 진행되어 게놈의 수가 증가하면, L1과 L2의 발현양 또한 증가한다. 이 때, L1과 L2의 발현은 피부나 점막의 가장 바깥쪽 층에서만 발현이 진행된다. 이러한 이유로 인유두종 바이러스가 숙주 세포의 면역시스템을 피할 수 있는 방법이라고 생각된다. 또한 이로 인하여 인유두종 바이러스는 세포 핵에서 조립되고 난 뒤, 염증(inflammation)반응을 통한 용균성(lytic) 과정으로 외부로 방출 되지 않고, 상피벗음(deqsqumation)을 통하여 외부로 방출되어 새로운 숙주세포로 이동한다.

## 같이 보기
- HPV 백신